# Dunières (rivière)
Pour les articles homonymes, voir Dunière.
La Dunières est une rivière française, qui coule dans les départements de la Loire et de la Haute-Loire, en région Auvergne-Rhône-Alpes, et un affluent droit du Lignon du Velay et donc un sous-affluent du fleuve la Loire.

## Géographie
La Dunières prend sa source à Saint-Régis-du-Coin, près du lieu-dit Champin, à 1 150 m d'altitude, dans le département de la Loire, et se dirige d'abord vers le sud. Elle s'appelle aussi dans cette partie haute la Dunerette  Elle coule globalement de l'est vers l'ouest.
De 42,1 km de longueur, après avoir effectué un virage vers l'ouest, elle se jette dans le Lignon du Velay, à 545 m d'altitude environ, un peu en aval de la ville d'Yssingeaux, sur la commune  Des Villettes, à la séparation avec les deux communes de Grazac et Saint-Maurice-de-Lignon, juste avant la centrale électrique de Vendets.

### Communes et cantons traversés
Dans les deux départements de la Loire et de la Haute-Loire, la Dunières traverse les neuf communes suivantes, de l'amont vers l'aval, de Saint-Régis-du-Coin (source), Riotord, Dunières, Saint-Pal-de-Mons, Raucoules, Lapte, Sainte-Sigolène, Grazac, Les Villettes (confluence) (donc une commune en Loire et huit en Haute-Loire).
Soit en termes de cantons, la Dunières prend source dans le canton du Pilat, traverse les canton des Deux Rivières et Vallées, canton d'Yssingeaux, canton des Boutières, conflue dans le canton de Monistrol-sur-Loire, le tout dans les arrondissements de Saint-Étienne et d'Yssingeaux.

### Bassin versant
La Dunières traverse une seule zone hydrographique « La Dunières & ses affluents » (K045) pour une superficie de 236 km2. Ce bassin versant est constitué à 58,58 % de « forêts et milieux semi-naturels », à 39,10 % de « territoires agricoles », à 2,32 % de « territoires artificialisés »,.

### Organisme gestionnaire
Le SAGE Lignon a révélé - avant mars 2005 - la nécessité de faire les opérations de restauration et d'entretien de rivière et la signature de ces C.R.E. ou Contrats de Restauration Entretien était prévue pour mars 2005. Ce programme d'actions devait être signé entre l'Agence de l'eau et le Syndicat Mixte des trois Rivières.

## Affluents
La Dunières a seize tronçons affluents référencés dont :
- le Saint Meyras (rg[note 2]), 4,7 km sur la seule commune de Riotord.
- les Combes (rg), 4,1 km sur la seule commune de Riotord.
- le Saint Julien (rg), 12,7 km sur les quatre communes de Montregard, Riotord, Dunières, Saint-Julien-Molhesabate  et avec quatre affluents, de rang de Strahler trois :
  -  ?, 2 km sur la seule commune de Saint-Julien-Molhesabate.
  - la Saint Bonnette, 5,7 km sur les quatre communes de Montregard, Saint-André-en-Vivarais, Saint-Bonnet-le-Froid, Saint-Julien-Molhesabate avec trois affluents :
    -  ?, 0,8 km sur la seule commune de Saint-Bonnet-le-Froid.
    - le ruisseau de Monteyrimard, 1,8 km sur les deux communes de Montregard, Saint-Bonnet-le-Froid.
    - le ruisseau de la Frachette, 3,2 km sur les trois communes de Montregard, Saint-Bonnet-le-Froid, Saint-Julien-Molhesabate.

  - le ruisseau de Marnhier, 2,3 km sur les deux communes de Montregard, Dunières.
  - le Clavas, 11,2 km sur les trois communes de Riotord, Dunières, Saint-Julien-Molhesabate avec un affluent :
    - le ruisseau de Fultin, 1,6 km sur les deux communes de Riotord (confluence) et Saint-Julien-Molhesabate (source).
- le Gournier (rd), 6,7 km sur les trois communes de Saint-Romain-Lachalm, Riotord, Dunières.
- le Rillon (rg), 7,6 km sur les quatre communes de Montregard, Dunières, Raucoules, Montfaucon-en-Velay.
- la Bambine (rg), 2,6 km sur les trois communes de Saint-Pal-de-Mons, Raucoules, Lapte, avec un affluent sans nom.
- le Chansou (rd), 6,7 km sur les deux communes de Saint-Pal-de-Mons, Sainte-Sigolène, avec un affluent sans nom.
- la Souche (rg), 6,2 km sur les trois communes de Sainte-Sigolène, Raucoules, Lapte, avec un affluent sans nom.
- le ruisseau de Charrerogne (rg), 6,2 km sur les trois communes de Sainte-Sigolène, Grazac, Lapte, avec deux affluents :
  - le ruisseau de Portalier, 1,2 km sur les deux communes de Grazac, Lapte.
  -  ?, 0,8 km sur la seule commune de Grazac.
- l'aqueduc des eaux du Lignon, 71,2 km[6]
- la conduite forcée des eaux du Lignon, 31,9 km[7]

### Rang de Strahler
Donc le rang de Strahler de la Dunières est de quatre par le Saint-Julien.

## Hydrologie
La Dunières est une rivière abondante, comme la plupart des cours d'eau issus du massif central français. Son régime hydrologique est dit pluvial.

### La Dunières à Sainte-Sigolène
Son débit a été observé depuis le 1er mars 1946 , à la station K0454010 - La Dunières à Sainte-Sigolène (Vaubarlet), à 584 m d'altitude, localité de la Haute-Loire située à peu de distance en amont de son confluent avec le Lignon du Velay. Le bassin versant de la rivière y est de 228 km2 ce qui représente à peu près sa totalité.
Le module de la rivière à Yssingeaux est de 3,17 m3/s.
La Dunières présente des fluctuations saisonnières de débit assez marquées et fort semblables à celles du Lignon du Velay, quoique moins accentuées. Les hautes eaux se produisent dès la fin de l'automne jusqu'au printemps, et portent le débit mensuel moyen à un niveau situé entre 3,46 et 4,37 m3/s, de novembre à mai inclus (avec un maximum en février et surtout en mars). Cette période est suivie d'une chute rapide en juin, menant aux basses eaux d'été, de début juillet à septembre inclus, avec une baisse du débit moyen mensuel jusqu'à 1,07 m3/s au mois d'août. Mais ces chiffres ne sont que des moyennes et les fluctuations de débit peuvent être plus importantes sur des périodes plus courtes.

### Étiage
À l'étiage le VCN3 peut chuter jusque 0,230 m3/s, en cas de période quinquennale sèche, soit 230 litres par seconde, ce qui est deux fois moins sévère que celui du Lignon du Velay.

### Crues
Les crues peuvent être importantes, comme c'est le cas de la plupart des affluents de la Loire. Les QIX 2 et QIX 5 valent respectivement 36 et 57 m3/s. Le QIX 10 est de 71 m3/s, le QIX 20 de 84 m3/s, tandis que le QIX 50 se monte à 100 m3/s.
Le débit instantané maximal enregistré à Sainte-Sigolène durant cette période, a été de 192 m3/s le 2 novembre 2008 à 02h20, en même temps que la hauteur maximale instantanée de 291 cm ou 2,91 m. En comparant cette valeur à l'échelle des QIX de la rivière, il apparait que cette crue était supérieure au débit calculé de crue cinquantenale, et donc exceptionnelle. Le débit journalier maximal a été de 94,40 m3/s le même 2 novembre 2008.

### Lame d'eau et débit spécifique
La Dunières est une rivière abondante. La lame d'eau écoulée dans son bassin versant est de 440 millimètres annuellement, ce qui est largement supérieur à la moyenne d'ensemble de la France tous bassins confondus, mais surtout bien plus élevé que la moyenne du bassin de la Loire (244 millimètres par an). Le débit spécifique (ou Qsp) de la rivière atteint 13,9 litres par seconde et par kilomètre carré de bassin.

## Aménagements et écologie
Sur son cours en rencontre les lieux-dits : le Château de Duby, le Pont de Faurie, le Pont de Miramand, le moulin de Dunières, la station d'épuration et la Piscine de Dunières, le Moulin du Pré, le moulin de Ravel, le pont de Raucoules, un gué près de Laval, le moulin de Vaubarlet.